# Marcello Venturi
Marcello Venturi (Seravezza, 1925. április 21. – Molare, 2008. április 21.) olasz író és újságíró, a neorealizmus képviselője.

## Életrajza

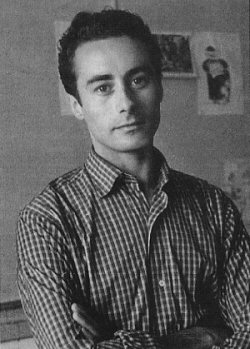
Marcello Venturi az 1950-es években

A második világháború idején, mindössze tizennyolc évesen, partizánként aktívan részt vett az olasz ellenállásban, amely aztán első műveinek egyik alaptémája lett, majd novellák szerzője volt.
Irodalmi debütálására 1945-ben került sor Elio Vittorini Il Politecnico című hetilapjában, Estate che mai dimenticheremo.
1946-ban Italo Calvinóval közösen elnyerte a l'Unità di Genova  újság által meghirdetett díjat, amelyet Enrico Ardù adományozott neki. A díjat az ellenállási környezetben kiadatlan történetek számára tartották fenn. Abból az időszakból származó történeteit 1995-ben gyűjtötte össze a Cinque minuti di tempo című kötet.
Venturi sok éven át váltogatta irodalmi és újságírói tevékenységét, a l'Unità-nál és a Feltrinelli kiadónál dolgozott, ahol az „Universale Economica” sorozatot irányította. 1957-ben otthagyta állását a L'Unità újságnál, és kilépett a Kommunista Pártból.
Legismertebb regénye a Bandiera bianca a Cefalonia, az egyik első olyan szöveg, amely hű történelmi rekonstrukción és narratív fikción alapulva felhívta a figyelmet Kefalonia, az olasz hadsereg kilencezer fős hadosztálya lemészárlásának esetére, akik a Jón-szigetek szigetcsoportján éltek, kiirtották, mert az angol-amerikai szövetségesekkel 1943. szeptember 8-án kötött olasz fegyverszünet után nem engedtek a német parancsnak, hogy átadják nekik fegyvereiket. Az elesett olaszok több mint felét a Wehrmacht lelőtte elfogásukat követően. A történet akkoriban teljesen ismeretlen volt a nyilvánosság előtt: csak a néhány túlélő, az áldozatok családjai és a magas katonai körök tudták. Az 1963-ban megjelent regény nemzetközi visszhangot kapott, de Olaszországban a kultúra és a közönség hideg vagy langyos maradt, még akkor is, ha az eladások kielégítőek voltak; ehelyett a Giangiacomo Feltrinelli-féle kiadó parancsnokságára kikényszerített Gruppo 63 bojkottálta, ahonnan a Nanni Balestrinivel való nézeteltérések és a kommunista milliárdos „castrista” fordulata miatt Venturi távozott. A regényt később más kiadók is kiadták.
Az író megkapta a Viareggio Opera Prima-díjat a Dalla Sirte a casa mia-ért, és a Nápolyi díjat az Il padrone dell'agricola-ért. 1980-ban elnyerte a Cento-díjat a Collefiorito-ért. A Sconfitti sul Campo című könyvével 1982-ben elnyerte a Stresa-díjat a szépirodalmiért. Regényeinek egy része a toszkán-ligur Appennineken játszódik, egy olyan területen, amely gyermekkora óta ismerős volt számára, mint például az Il giorno e l'ora (De Agostini, 1987); a Gorkij 8 interno 106 című regényt ehelyett Julija Abramovna Dobrovolszkajanak ajánlják.
1960-tól Camilla Salvago Raggi házastársa volt. Idős korára Monferratoban élt.
1954 és 1957 között Milánóban élt Anna Maria Ortese írónővel, az Angelici dolori (1937) szerzőjével.
Marcello Venturi 2008. április 21-én halt meg, 83 évesen.

## Művei

### Regények és elbeszélések
- Dalla Sirte a casa mia, Macchia Editore, 1952. - a cura di Francesco Ferroni, Gammarò Edizioni, 2018.
- Il treno degli Appennini, Giulio Einaudi Editore, 1956 - I Gettoni, n. 44, Collezione di letteratura diretta da Elio Vittorini.
- Vacanza tedesca, Collana Scrittori d'oggi, Milano, Feltrinelli, 1959.
- L'ultimo veliero, Torino, Einaudi, 1962. - ill.ni di Enrico Paolucci, Einaudi, 1966; Palermo, Sellerio, 2007.
- Bandiera bianca a Cefalonia, Milano, Feltrinelli, 1963. - Garzanti, 1967; Rizzoli, 1972; Introduzione di Sandro Pertini, BUR, 1976; Collana Oscar Classici Moderni, Mondadori, 2001, ISBN 978-88-0449-728-8; introduzione di Francesco De Nicola, Le Mani, 2014.
- Gli anni e gli inganni, Milano, Feltrinelli, 1965.
- L'appuntamento, Collana La Scala, Milano, Rizzoli, 1967.
- Più lontane stazioni, Milano, Rizzoli, 1970.
- Terra di nessuno, Collana La Scala, Milano, Rizzoli, 1975.
- Il padrone dell'agricola, Milano, Rizzoli, 1979. - Torino, Lindau, 2018.
- Collefiorito, Stampatori, 1979.
- Sconfitti sul campo, Milano, Rizzoli, 1982.
- Dalla parte sbagliata. Avventure e disavventure tra la tragedia e la farsa di un poverocristo nato con la camicia, Novara, Da Agostini, 1985.
- Il giorno e l'ora, Novara, De Agostini, 1987.
- Cinque minuti di tempo, Greco e Greco, 1995.
- Via Gorki 8 interno 106, SEI, 1996.
- Tempo supplementare, Torino, Aragno, 2000.
- Il nemico ritrovato, Torino, Aragno, 2005.
- All'altezza del cuore, Torino, Aragno, 2008.
- Un uomo di successo, Napoli, Guida, 1991.
- Mio nonno e Mussolini, Via del Vento, 2011.

### Esszék
- Sdraiati sulla linea. Come si viveva nel PCI di Togliatti, Collezione Le Scie, Milano, Mondadori, 1991.- Lampi di stampa, 2011.

## Magyarul megjelent
- Fehér zászló Kefalónia felett (Bandiera bianca a Cefalonia) – Zrínyi, Budapest, 1967 · Fordította: Szabó György · Illusztrálta: Szász Endre
  - Kriterion, Bukarest, 1975 · ISBN 9630706563 · Fordította: Szabó György
- Germán vakáció – Európa, Budapest, 1968 · ISSN 0324-2722 · Fordította: Lontay László, Passuth László, Székely Éva · (1 Nem feledjük azt a nyarat, 2 A szegény katona, 3 A hazatérés útja, 4 A fivérek, 5 Valamelyik éjszaka, ha nem leszek álmos, csinálok egy újat, 6 A zöld szemű Malvina, 7 Vonat az Appeninnekben, 8 Germán vakáció, 9 Temetés, 10 Szezonvége, 11 Az utolsó vitorlás, 12 Találkozó a Hitlerjugenddel, 13 Karácsonyest az országúton)
- Fehér zászló Kefalónia felett / Távolabbi állomások  (Bandiera bianca a Cefalonia / Piu lontane stazioni) – Európa, Budapest, 1973 · Fordította: Szabó György, Szabolcsi Éva
- A senki földje (Terra di nessuno) – Magvető, Budapest, 1983 · ISBN 9632719069 · Fordította: Telegdi Polgár István
- Virágosdomb (Collefiorito) – Móra, Budapest, 1986 · ISBN 9631144348 · Fordította: Lajos Mari · Illusztrálta: Hegyi Márta
- Marcello Venturi – Sandra Orienti(wd): Manet festői életműve (L'opera completa di Édouard Manet) – Corvina, Budapest, 1989 · ISBN 9631328112 · Fordította: Sulyok Miklós
- Júlia, az élő legenda (Via Gorkij 8 interno 106) – K.u.K., Budapest, 2002 · ISBN 9639384372 · Fordította: Réti György

## Fordítás
- Ez a szócikk részben vagy egészben  a   Marcello Venturi című olasz Wikipédia-szócikk fordításán alapul.  Az eredeti cikk szerkesztőit annak laptörténete sorolja fel. Ez a jelzés csupán a megfogalmazás eredetét és a szerzői jogokat jelzi, nem szolgál a cikkben szereplő információk forrásmegjelöléseként.